# Pływanie na otwartym akwenie na Mistrzostwach Świata w Pływaniu 2015
Zawody w pływaniu na otwartym akwenie na 16. Mistrzostwach Świata w Pływaniu rozegrano w dniach 25 lipca – 1 sierpnia 2015 r. na rzece Kazanka. Rozegrano 7 konkurencji. Największą liczbę medali zdobyli reprezentanci Niemiec, podczas gdy pierwsze miejsce w klasyfikacji medalowej zajęli reprezentanci Stanów Zjednoczonych.

## Program
Źródło:
| Data       | Godzina | Konkurencja    |
| ---------- | ------- | -------------- |
| 25 lipca   | 10:00   | 5 km kobiet    |
| 25 lipca   | 13:00   | 5 km mężczyzn  |
| 27 lipca   | 12:00   | 10 km mężczyzn |
| 28 lipca   | 12:00   | 10 km kobiet   |
| 30 lipca   | 12:00   | 5 km drużynowo |
| 1 sierpnia | 8:00    | 25 km mężczyzn |
| 1 sierpnia | 8:15    | 25 km kobiet   |

## Medaliści

### Mężczyźni
Źródło:
| Konkurencja       | 1. miejsce        | 1. miejsce | 2. miejsce     | 2. miejsce | 3. miejsce        | 3. miejsce |
| Konkurencja       | Zawodnik          | Czas       | Zawodnik       | Czas       | Zawodnik          | Czas       |
| 5 km (szczegóły)  | Chad Ho           | 55:17,6    | Rob Muffels    | 55:17,6    | Matteo Furlan     | 55:20,0    |
| 10 km (szczegóły) | Jordan Wilimovsky | 1:49:48,2  | Ferry Weertman | 1:50:00,3  | Spiridon Janiotis | 1:50:00,7  |
| 25 km (szczegóły) | Simone Ruffini    | 4:53:10,7  | Alex Meyer     | 4:53:15,1  | Matteo Furlan     | 4:54:38,0  |

### Kobiety
Źródło:
| Konkurencja       | 1. miejsce        | 1. miejsce | 2. miejsce            | 2. miejsce | 3. miejsce        | 3. miejsce |
| Konkurencja       | Zawodnik          | Czas       | Zawodnik              | Czas       | Zawodnik          | Czas       |
| 5 km (szczegóły)  | Haley Anderson    | 58:48,4    | Kalliopi Araouzou     | 58:49,8    | Finnia Wunram     | 58:51,0    |
| 10 km (szczegóły) | Aurélie Muller    | 1:58:04,3  | Sharon van Rouwendaal | 1:58:06,7  | Ana Marcela Cunha | 1:58:26,5  |
| 25 km (szczegóły) | Ana Marcela Cunha | 5:13:47,3  | Anna Olasz            | 5:14:13,4  | Angela Maurer     | 5:15:07,6  |

### Zespół
Źródło:
| Konkurencja        | 1. miejsce                                                 | 1. miejsce | 2. miejsce | 2. miejsce | 3. miejsce    | 3. miejsce    |
| Konkurencja        | Zawodnicy                                                  | Czas       | Zawodnicy | Czas       | Zawodnicy     | Czas          |
| Zespół (szczegóły) | Niemcy · Rob Muffels · Christian Reichert · Isabelle Härle | 55:14,4    | Brazylia · Allan do Carmo · Diogo Villarinho · Ana Marcela Cunha · Holandia · Marcel Schouten · Ferry Weertman · Sharon van Rouwendaal | 55:31,2    | nie przyznano | nie przyznano |

## Klasyfikacja medalowa
Źródło:
| Miejsce | Państwo           | Złoto | Srebro | Brąz | Razem |
| ------- | ----------------- | ----- | ------ | ---- | ----- |
| 1.      | Stany Zjednoczone | 2     | 1      | 0    | 3     |
| 2.      | Niemcy            | 1     | 1      | 2    | 4     |
| 3.      | Brazylia          | 1     | 1      | 1    | 3     |
| 4.      | Włochy            | 1     | 0      | 2    | 3     |
| 5.      | Południowa Afryka | 1     | 0      | 0    | 1     |
| 5.      | Francja           | 1     | 0      | 0    | 1     |
| 7.      | Holandia          | 0     | 3      | 0    | 3     |
| 8.      | Grecja            | 0     | 1      | 1    | 2     |
| 9.      | Węgry             | 0     | 1      | 0    | 1     |